# ۱۸۵۶
۱۸۵۶ میلادی ششمین سال از دههٔ ۱۸۵۰ (میلادی) در سده نوزدهم بود.

## زادروزها
- ۱۲ ژانویه – جان سینگر سارجنت، نقاش آمریکایی (د. ۱۹۲۵)
- ۲۳ آوریل – گرنویل وودز، مخترع آمریکایی (د. ۱۹۱۰)
- ۲۴ آوریل – فیلیپ پتن، نظامی و سیاست‌مدار فرانسوی و رهبر فرانسه ویشی (د. ۱۹۵۱)
- ۶ مه - زیگموند فروید، روان‌شناس اتریشی
- ۱۴ ژوئن – آندری مارکوف، ریاضی‌دان روسی (د. ۱۹۲۲)
- ۳ سپتامبر – لویی سالیوان، معمار آمریکایی (د. ۱۹۲۴)
- ۲۹ نوامبر – تئوبالت فون بتمان-هولوگ، سیاست‌مدار آلمانی و صدراعظم این کشور (د. ۱۹۲۱)
- ۱۸ دسامبر – جوزف جان تامسون، فیزیک‌دان بریتانیایی (د. ۱۹۴۰)
- ۲۲ دسامبر – فرانک بی. کلاگ، قاضی، دیپلمات، وکیل و سیاست‌مدار آمریکایی (د. ۱۹۳۷)
- ۲۸ دسامبر - وودرو ویلسون، بیست‌وهشتمین رئیس‌جمهور ایالات متحده (د. ۱۹۲۴)

## درگذشت‌ها
- ۱۷ فوریه – هاینریش هاینه، شاعر و نویسنده آلمانی (ز. ۱۷۹۷)
- ۲۴ فوریه - نیکلای لوباچفسکی، ریاضی‌دان روسی
- ۹ ژوئیه - آمدئو آووگادرو، شیمی‌دان ایتالیایی
- ۳۰ اوت – ژیلبرت آبوت ا بکت، نویسنده بریتانیایی (ز. ۱۸۱۱)
- ۲۰ نوامبر - فارکاش بویایی، ریاضی‌دان مجارستانی